# Krynice (gemeente)
De gemeente Krynice is een landgemeente in het Poolse woiwodschap Lublin, in powiat Tomaszowski (Lublin).
De zetel van de gemeente is in Krynice.
Op 30 juni 2004 telde de gemeente 3697 inwoners.

## Oppervlakte gegevens
In 2002 bedroeg de totale oppervlakte van gemeente Krynice 73,58 km², waarvan:
- agrarisch gebied: 84%
- bossen: 12%

De gemeente beslaat 4,95% van de totale oppervlakte van de powiat.

## Demografie
Stand op 30 juni 2004:
| Omschrijving                   | Totaal | Totaal | Vrouwen | Vrouwen | Mannen | Mannen |
| ------------------------------ | ------ | ------ | ------- | ------- | ------ | ------ |
| eenheid                        | aantal | %      | aantal  | %       | aantal | %      |
| inwoners                       | 3697   | 100    | 1861    | 50,3    | 1836   | 49,7   |
| bevolkingsdichtheid (inw./km²) | 50,2   | 50,2   | 25,3    | 25,3    | 25     | 25     |

In 2002 bedroeg het gemiddelde inkomen per inwoner 1147,21 zł.

## Plaatsen
Antoniówka, Budy Dzierążyńskie, Dąbrowa, Dzierążnia, Huta Dzierążyńska, Kolonia Partyzantów, Krynice, Majdan Krynicki, Majdan Sielec, Polanówka, Polany, Romanówka, Zaboreczno, Zadnoga, Zwiartów, Zwiartów-Kolonia.

## Aangrenzende gemeenten
Adamów, Komarów-Osada, Krasnobród, Łabunie, Rachanie, Tarnawatka